# شهرستان استارک (اوهایو)
شهرستان استارک، اوهایو (به انگلیسی: Stark County, Ohio) یک سکونتگاه مسکونی در ایالات متحده آمریکا است که در اوهایو واقع شده‌است.